# Lista de conflitos envolvendo a Argélia
Esta lista apresenta uma visão geral das guerras, batalhas e conflitos envolvendo a Argélia desde a sua independência da França em 1962.
| Conflito                                     | Argélia e aliados                                                       | Oponentes                | Resultados |
| -------------------------------------------- | ----------------------------------------------------------------------- | ------------------------ | --- |
| Guerra de Independência Argelina (1954–1962) | FLN MNA PCA                                                             | França OAS · FAF         | Derrota militar, vitória política - Acordos de Évian, independência argelina.                                                                    |
| Insurgência cabila (1963–1965)               | FLN                                                                     | FFS CNDR                 | Vitória da FLN - rebeliões reprimidas. |
| Guerra das Areias (1963)                     | Argélia · Egito · Cuba                                                  | Marrocos                 | Impasse - Fechamento da fronteira sul de Figuigue.                                                                                               |
| Guerra dos Seis Dias (1967)                  | Egito · Síria · Iraque · Jordânia · Argélia · Líbano                    | Israel                   | Derrota - Israel captura a Faixa de Gaza, o Sinai, a Cisjordânia e as Colinas de Golã.                                                           |
| Guerra de Outubro (1973)                     | Egito · Síria · Iraque · Jordânia · Argélia · Cuba · Marrocos · Tunísia | Israel                   | Derrota - Invasão árabe dos territórios controlados pelos israelenses repelida; cessar-fogo da ONU. - Conferência de Genebra e Acordo Sinai II . |
| Primeira Batalha de Amgala (1976)            | Argélia · Frente Polisário                                              | Marrocos                 | Derrota - Retirada argelina do Conflito do Saara Ocidental.                                                                                      |
| Guerra Civil da Argélia (1991–2002)          | Argélia                                                                 | FIS GIA                  | Vitória do governo - Insurgência islâmica reprimida.                                                                                             |
| Insurgência islâmica no Magreb (2002–)       | Argélia                                                                 | Al-Qaeda Estado Islâmico | em curso |